# Wellgo

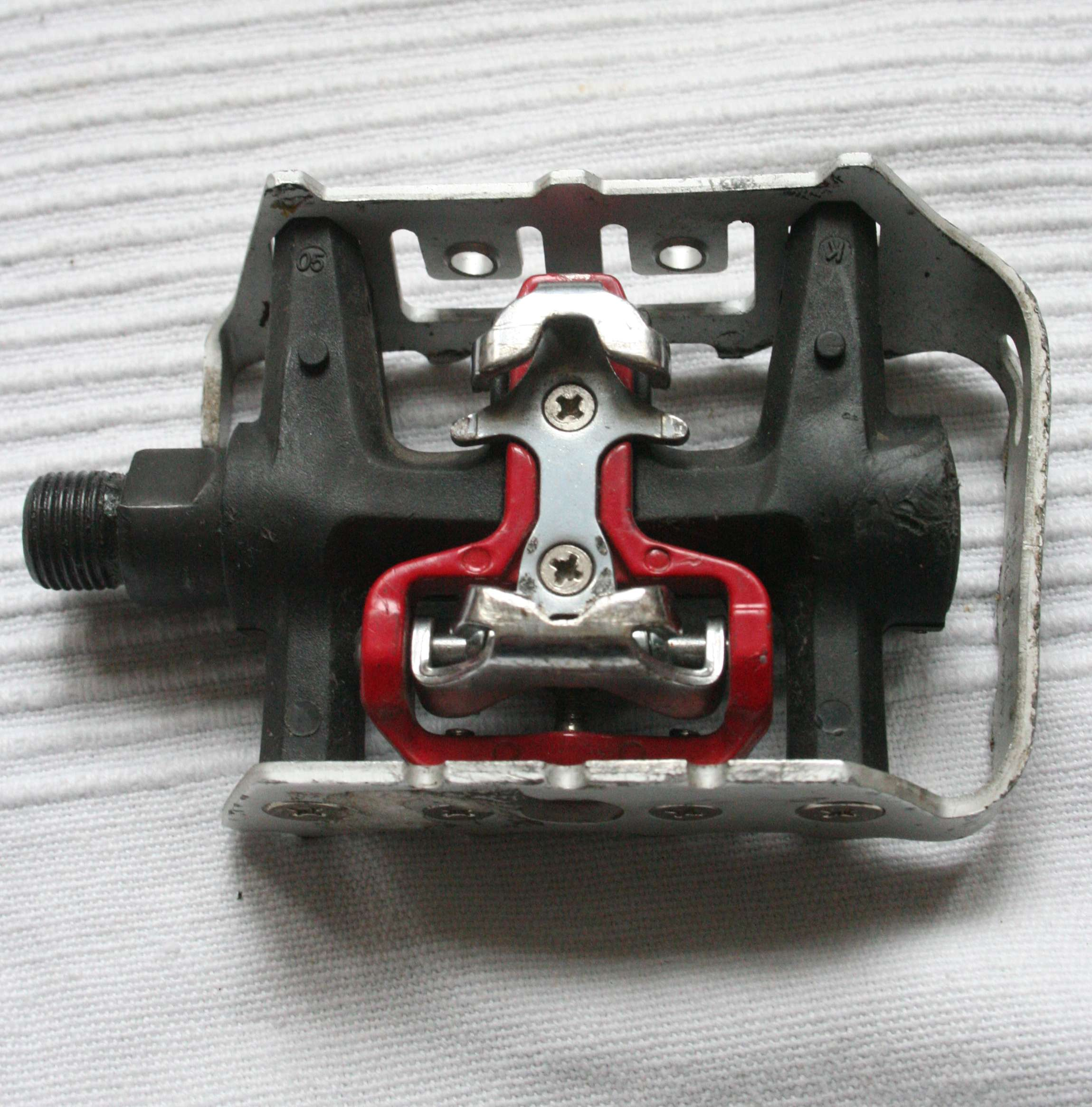
SPD-Kombi Pedal von Wellgo

Wellgo Pedals Corp. ist ein taiwanischer Hersteller von Fahrradkomponenten mit Sitz in Taichung. Nach Shimano ist es der weltweit größte Hersteller von Fahrradpedalen.
Wellgo wurde 1980 gegründet und stellt seitdem vornehmlich Fahrradkomponenten her. Die Firma hält über 70 Patente aus verschiedensten Bereichen – von "functional invention" bis zu "innovative styles". Hauptabsatzmärkte sind die USA, Europa und Japan.
Wellgo ist auch OEM (Original Equipment Manufacturer) für eine Reihe bekannter Fahrradteile-Marken.
Das Unternehmen ist Mitglied im Taiwan Women's Business Network.